# Mühlenbarbek
Mühlenbarbek (niederdeutsch: Möhlenbarbeek) ist eine Gemeinde im Kreis Steinburg in Schleswig-Holstein. Neumühlen liegt im Gemeindegebiet.

## Geografie und Verkehr
Mühlenbarbek liegt 3 km westlich von Kellinghusen und 10 km östlich von Itzehoe an der Bundesstraße 206 von Itzehoe nach Bad Bramstedt. Durch das Gemeindegebiet fließt die Mühlenbarbeker Au. Von 1889 bis 1975 hatte Mühlenbarbek eine Station an der Bahnstrecke Wrist–Itzehoe. Im Süden liegt die Gemeindegrenze in der Flussmitte der Stör. Die Stör und ein schmaler Uferstreifen im Gemeindegebiet sind Teil des europäischen NATURA 2000-Schutzgebietes FFH-Gebiet Schleswig-Holsteinisches Elbästuar und angrenzende Flächen. Dazu zählt auch der Lauf der Mühlenbarbeker Au bis zur Bundesstraße 206. Danach beginnt das FFH-Gebiet Mühlenbarbeker Au und angrenzendes Quellhangmoor. Die Nordhälfte der Gemeinde liegt im Naturpark Aukrug.

## Geschichte
Mühlenbarbek wurde 1273 zuerst erwähnt als „berbeke“.  Der Ort wurde bereits 1285 als Standort einer Motte erwähnt, auf der 1339 die Raubritter Reder und dessen Sohn Thitbern erwähnt wurden. Daneben hatte das Dorf um 1319 zwölf Hufen und eine Wassermühle.
Im Jahre 1527 wurde das Dorf Lohbarbek abgegliedert und der alte Dorfkern fortan als Mühlenbarbek erwähnt. Grenzbach zwischen beiden ist streckenweise der Ihlenbek, bei dem es sich um den ursprünglich namengebenden Berbeke handeln könnte. 1643 und 1657 wurde das Dorf von durchziehenden schwedischen Truppen niedergebrannt.

## Politik

### Gemeindevertretung
Bei der Kommunalwahl am 14. Mai 2023 wurden insgesamt neun Sitze vergeben. Diese fielen alle an die Kommunale Wählervereinigung Mühlenbarbek. Die Wahlbeteiligung betrug 65,4 %.

### Wappen
Blasonierung: „In Silber, über blau-silbernen Wellen im Schildfuß, ein rotes Haus mit halbgewalmtem grünen Satteldach, belegt mit einem silbernen unterschlächtigen Mühlrad.“
Der Ortsname bezeichnet zugleich eine Mühle an einem Bachlauf, der entweder „durch einen Hain fließt“ oder „an dem es Eber oder Bären gibt“. Mit Rücksicht auf das naive Verständnis des Gemeindenamens und damit zugleich „redend“ zeigt das Wappen in stilisierter bildlicher Darstellung nur eine Mühle am Wasser.

## Söhne und Töchter der Gemeinde
- Johann Hinrich Fehrs (1838–1916), Erzähler und Lyriker der niederdeutschen Mundart
- Hinrich Lohse (1896–1964), Nationalsozialist, Oberpräsident der Provinz Schleswig-Holstein 1933–1945 und Reichskommissar für das Ostland 1941–1945, als solcher einer der Hauptverantwortlichen für den Holocaust

## Bilder

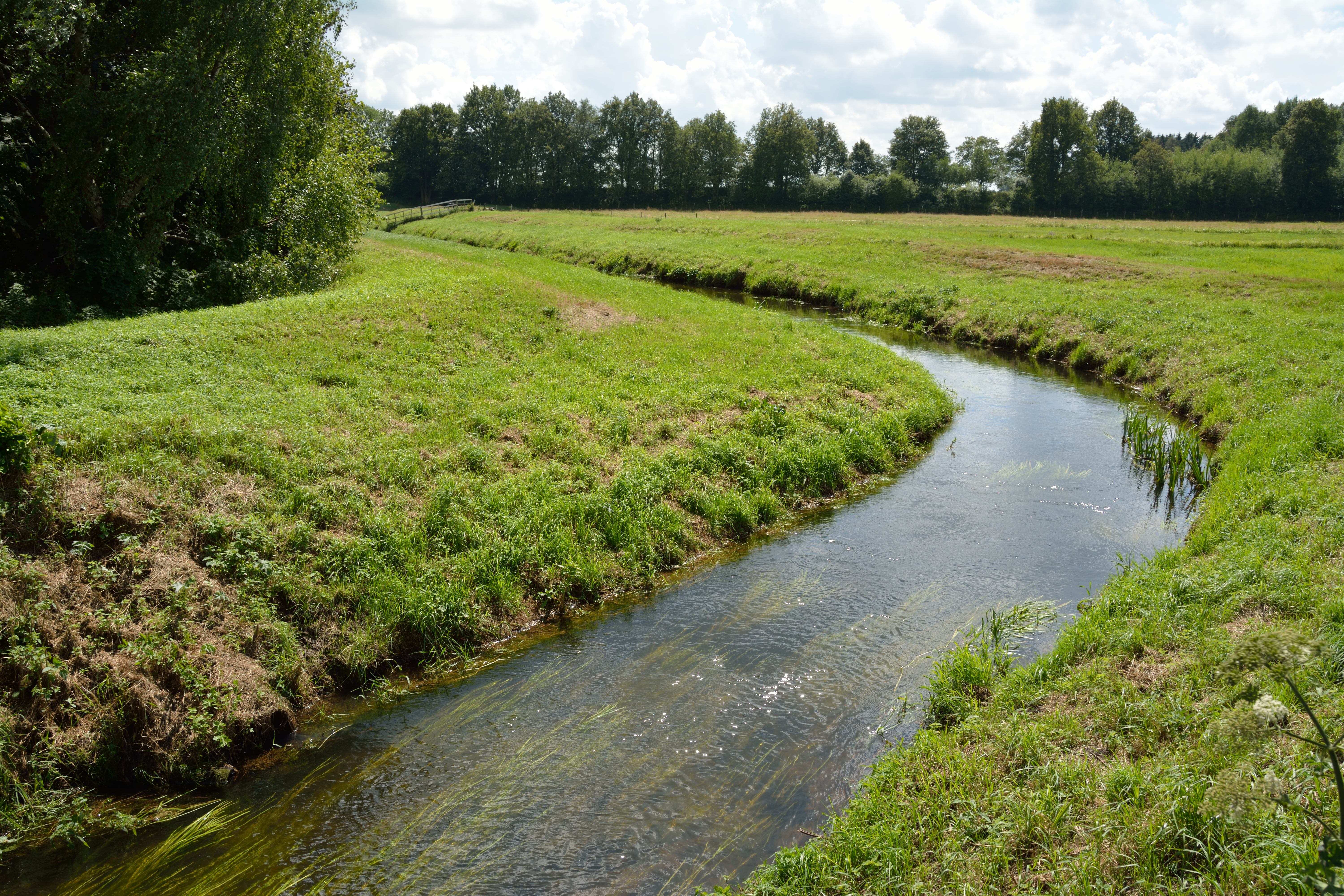
Mühlenbarbeker Au
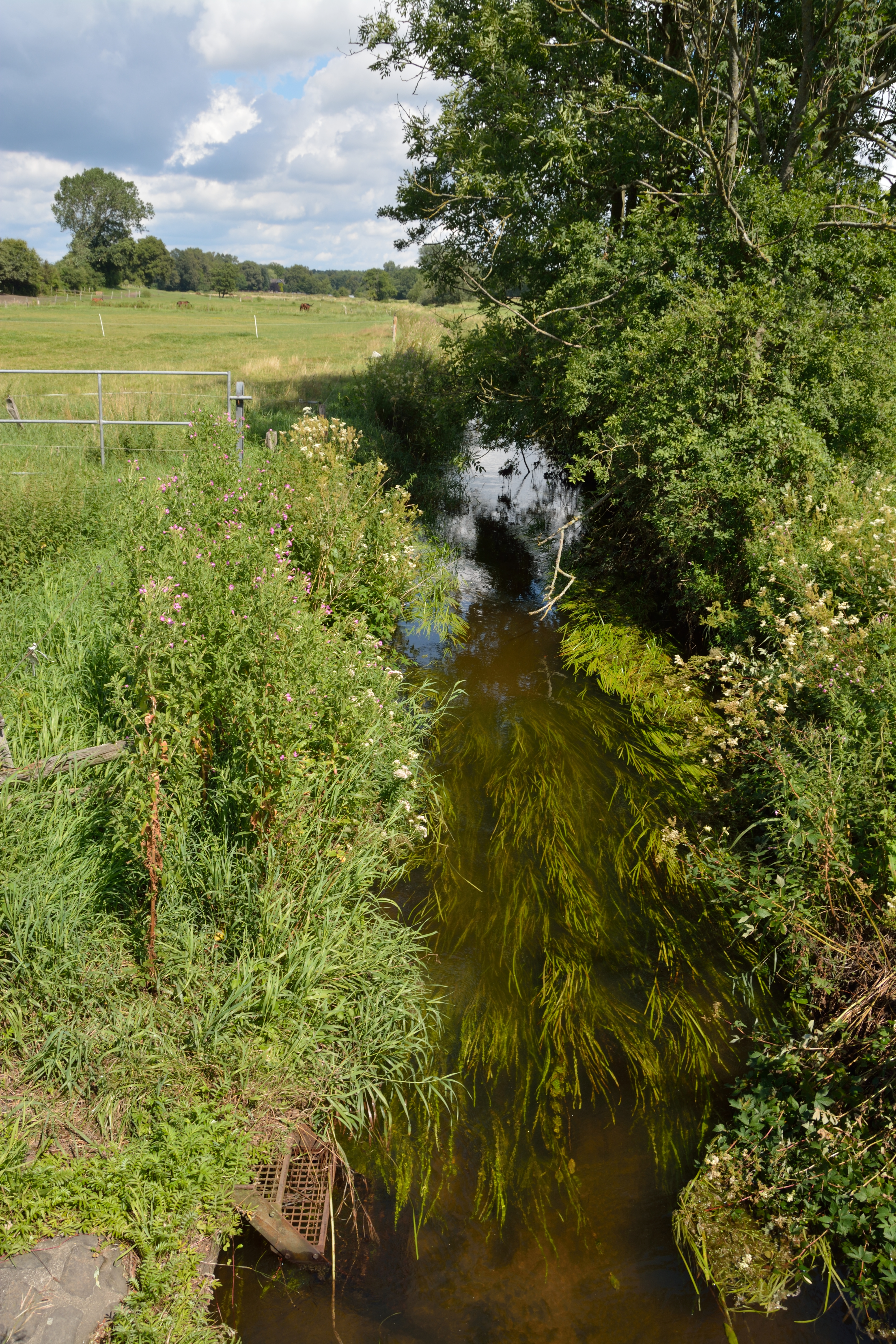
Mühlenbarbeker Au
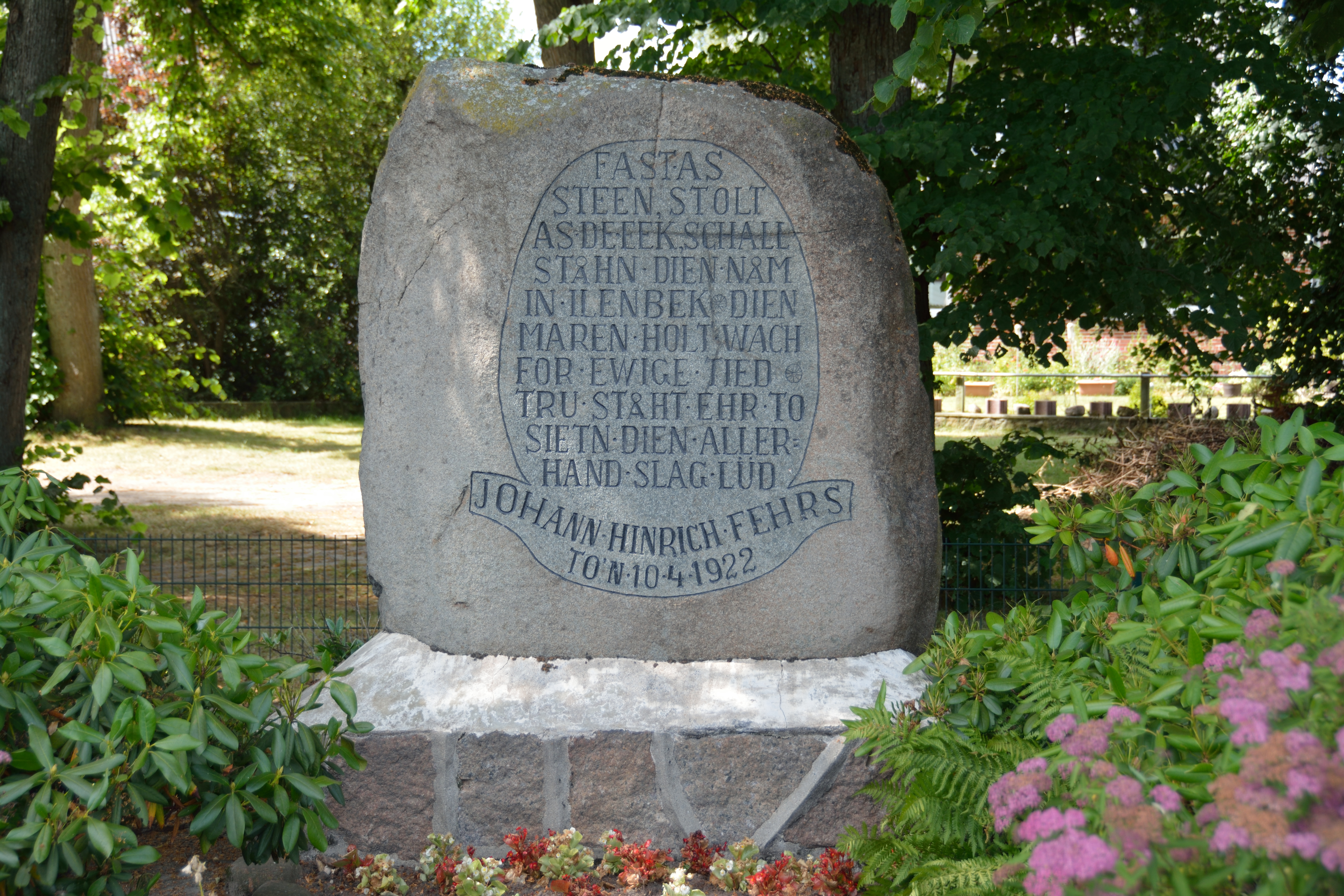
Gedenkstein in Mühlenbarbek für Johann Hinrich Fehrs; Beginn der Inschrift: FAST AS STEEN, STOLT AS DE EEK, SCHALL STÅN DIEN NÅM IN ILENBEK…